# Alceo di Messene
Alceo di Messene (in greco antico: Ἀλκαῖος?, Alkàios; Messene, metà III secolo a.C. – metà II secolo a.C.) è stato un poeta greco antico.

## Biografia
Alceo era contemporaneo di Filippo V, re di Macedonia e figlio di Demetrio II di Macedonia e molte delle sue poesie sono rivolte contro di lui a causa di un certo patriottismo. Uno dei suoi componimenti, tuttavia, recò più offesa al generale romano Tito Quinzio Flaminino che a Filippo, dal momento che Alceo attribuì la vittoria nella battaglia di Cinocefale tanto agli Etoli quanto ai Romani. Filippo si limitò a scrivere un epigramma in risposta a quello di Alceo, in cui disegnò al poeta il destino che si sarebbe potuto aspettare se fosse caduto nelle sue mani. Questo epigramma fa pensare che Alceo fu crocifisso da Filippo, come sostiene l'erudito Claude Saumaise.
In un altro epigramma, in cui si loda Flaminino, Alceo menziona un generale romano, Tito; la qual cosa ha portato l'erudito bizantino Giovanni Tzetzes a credere che esistesse un altro epigrammista di nome Alceo nel periodo dell'imperatore Tito.

## Epigrammi
Nell'Antologia Palatina sono presenti ventidue suoi epigrammi, datati intorno alla fine del III secolo a.C. e l'inizio del II secolo a.C., precisamente dal 219 al 196 a.C. Alcune delle sue opere sono letterarie, ma la maggior parte sono di carattere politico.

Dei ventidue epigrammi dell'Antologia greca che portano il nome di "Alceo", due sono scritti da un certo "Alceo di Mitilene", ma la maggior parte degli studiosi ritengono questo nome un'aggiunta di qualche copista. Alcuni portano il nome di "Alceo di Messene" e altri solo "Alceo", ma si pensa che tutti gli scritti siano opera di un unico autore, Alceo di Messene per l'appunto.